# Meidling
Meidling is het 12e district van de Oostenrijkse hoofdstad Wenen.

## Geschiedenis
De plaats Meidling is sinds 1104 gedocumenteerd onder de naam Murlingen. Het grootste deel van het land behoorde oorspronkelijk tot de Stift Klosterneuburg. De plaats Altmannsdorf werd voor het eerst genoemd in 1314. In 1190 werd Hetzendorf voor het eerst genoemd. Hetzendorf kwam later in het bezit van de Stift Klosterneuburg en de Duitse Orde. Op 1 januari 1892 werden al deze gemeenschappen samengevoegd tot het 12e district Meidling in Wenen, dat een typisch arbeidersdistrict was.

## Wijken
- Altmannsdorf,
- Gaudenzdorf,
- Hetzendorf ,

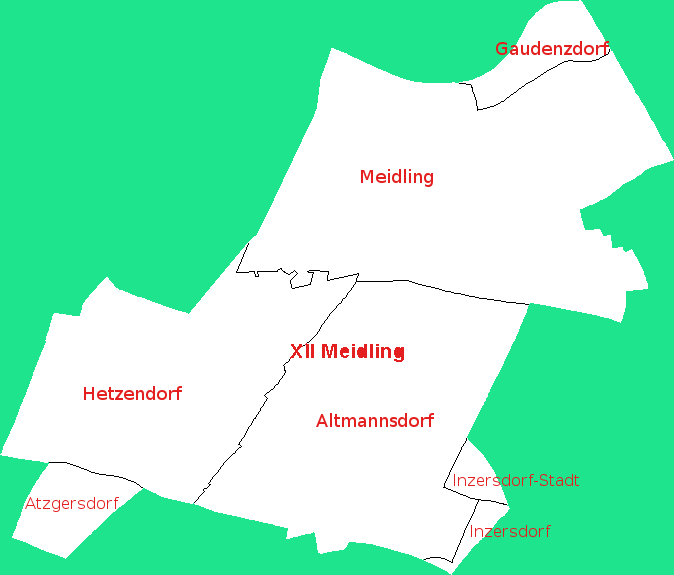
Meidling werd gevormd uit 5 voorheen onafhankelijke gemeenschappen.

- Meidling (Obermeidling en Untermeidling),
- Atzgersdorf,
- Inzersdorf en
- Inzersdorf-Stadt

## Bezienswaardigheden
- Kasteel Hetzendorf
- Kerk in Hetzendorf
- Kasteel Altmannsdorf
- Kerk in Altmannsdorf
- Theresienbad

## Afbeeldingen

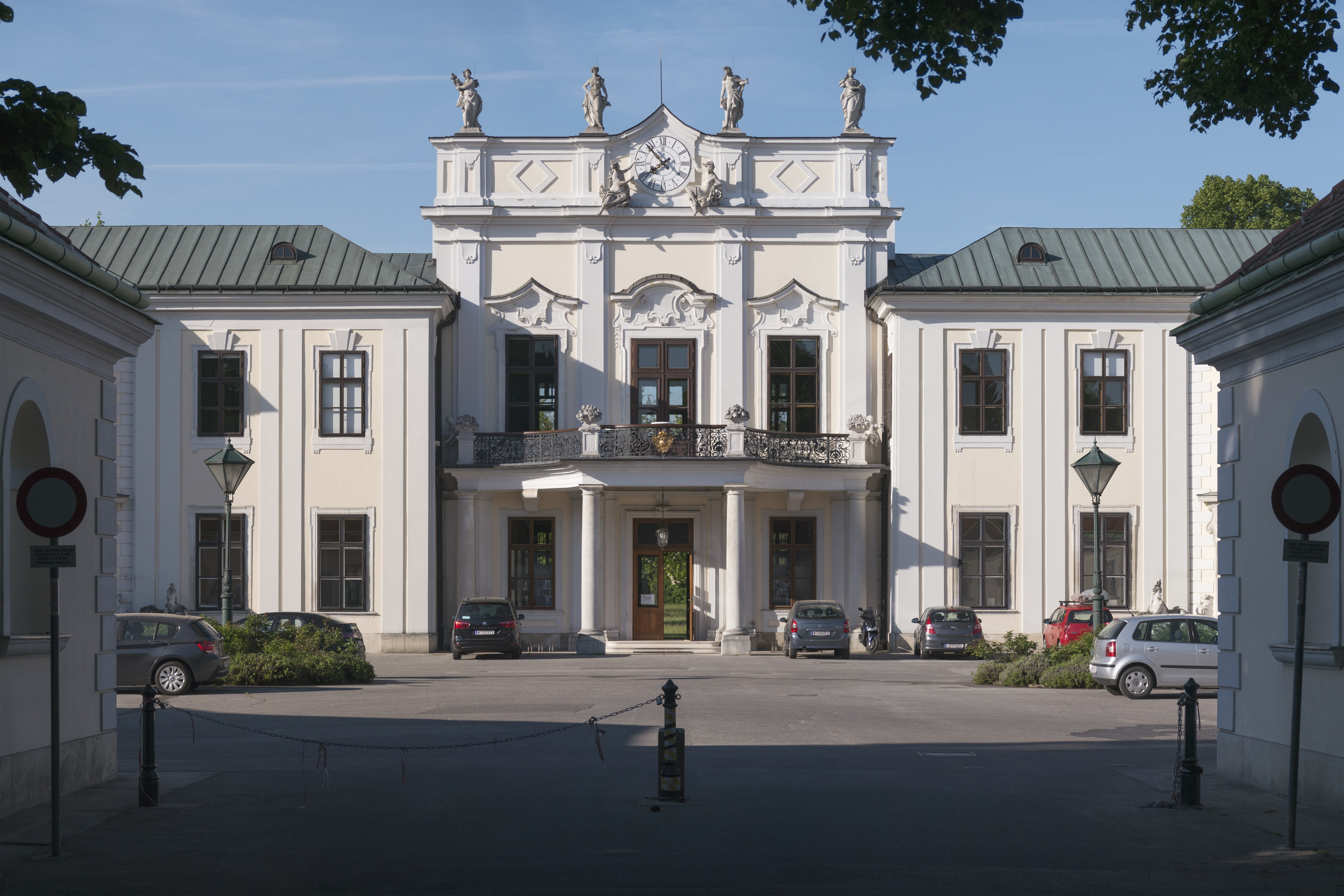
Kasteel Hetzendorf
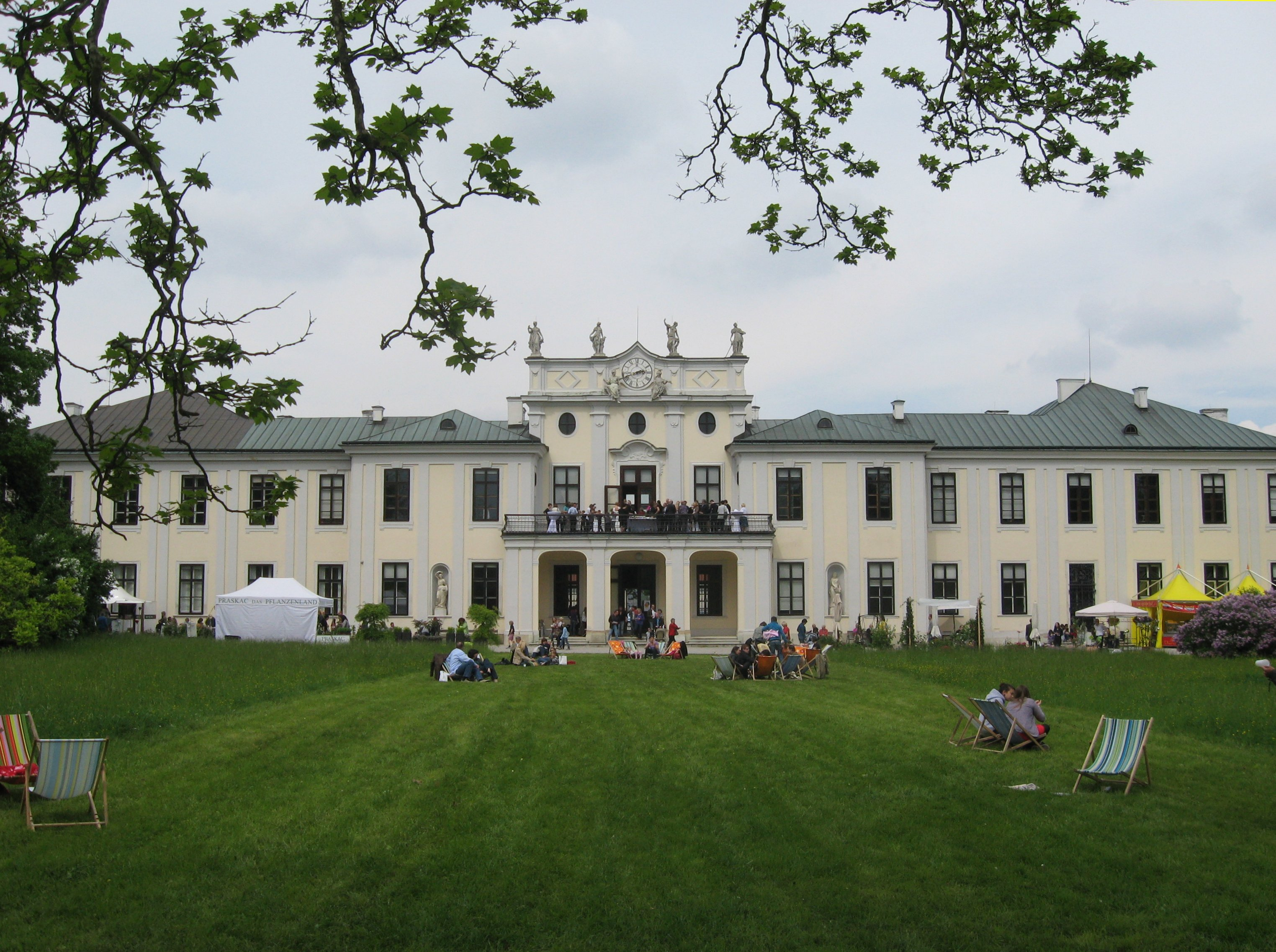
Kasteel Hetzendorf
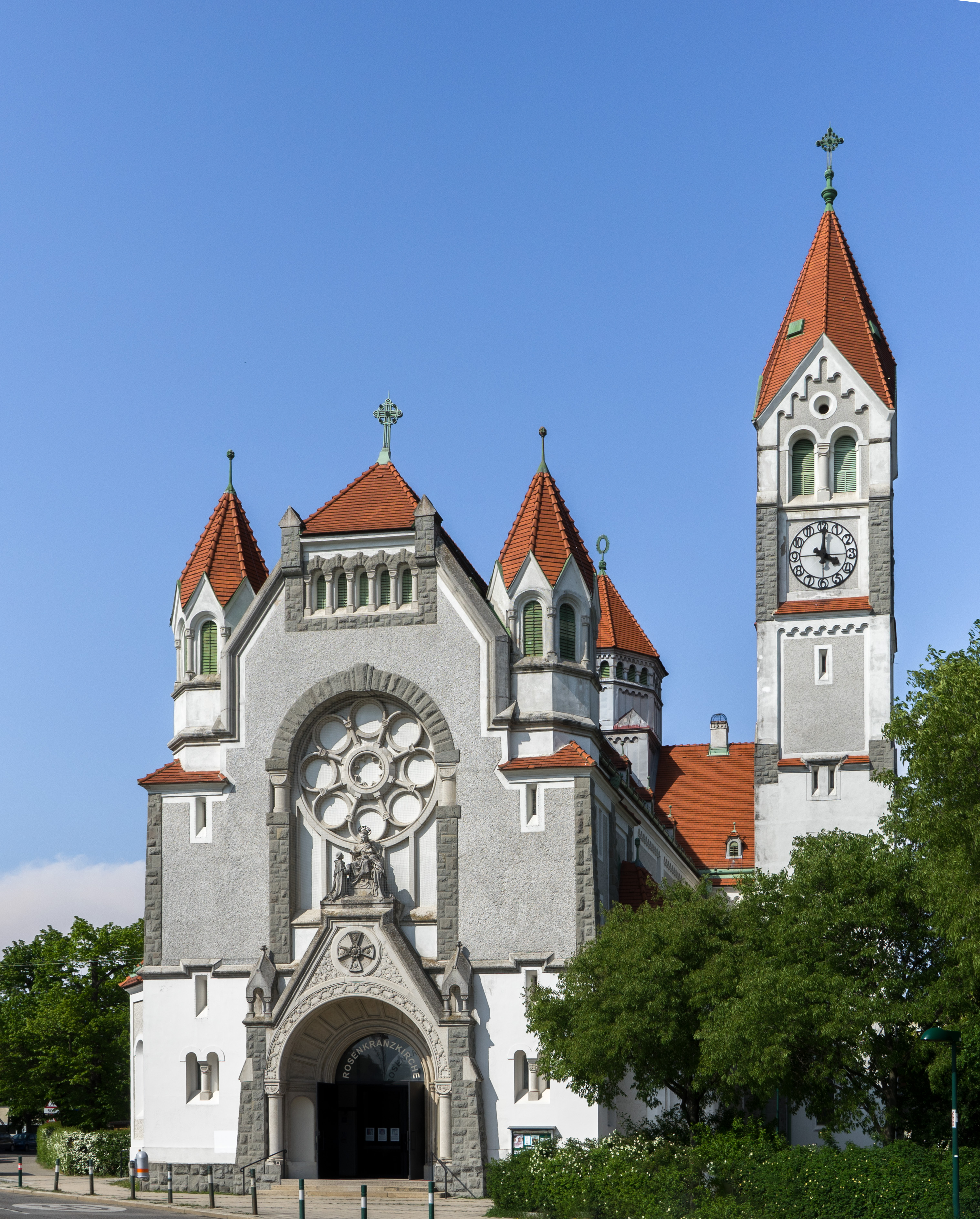
Kerk in Hetzendorf
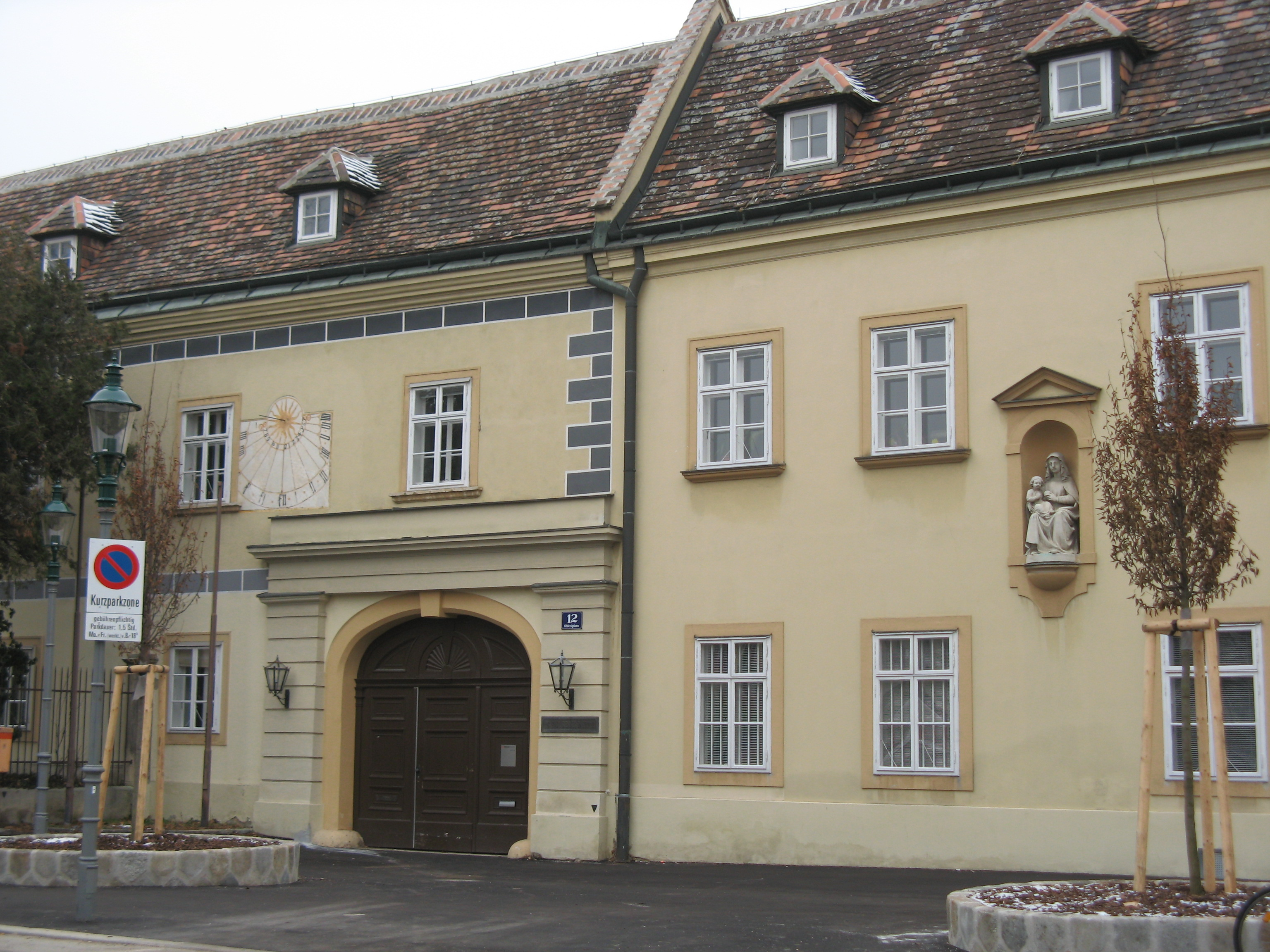
Kasteel Altmannsdorf
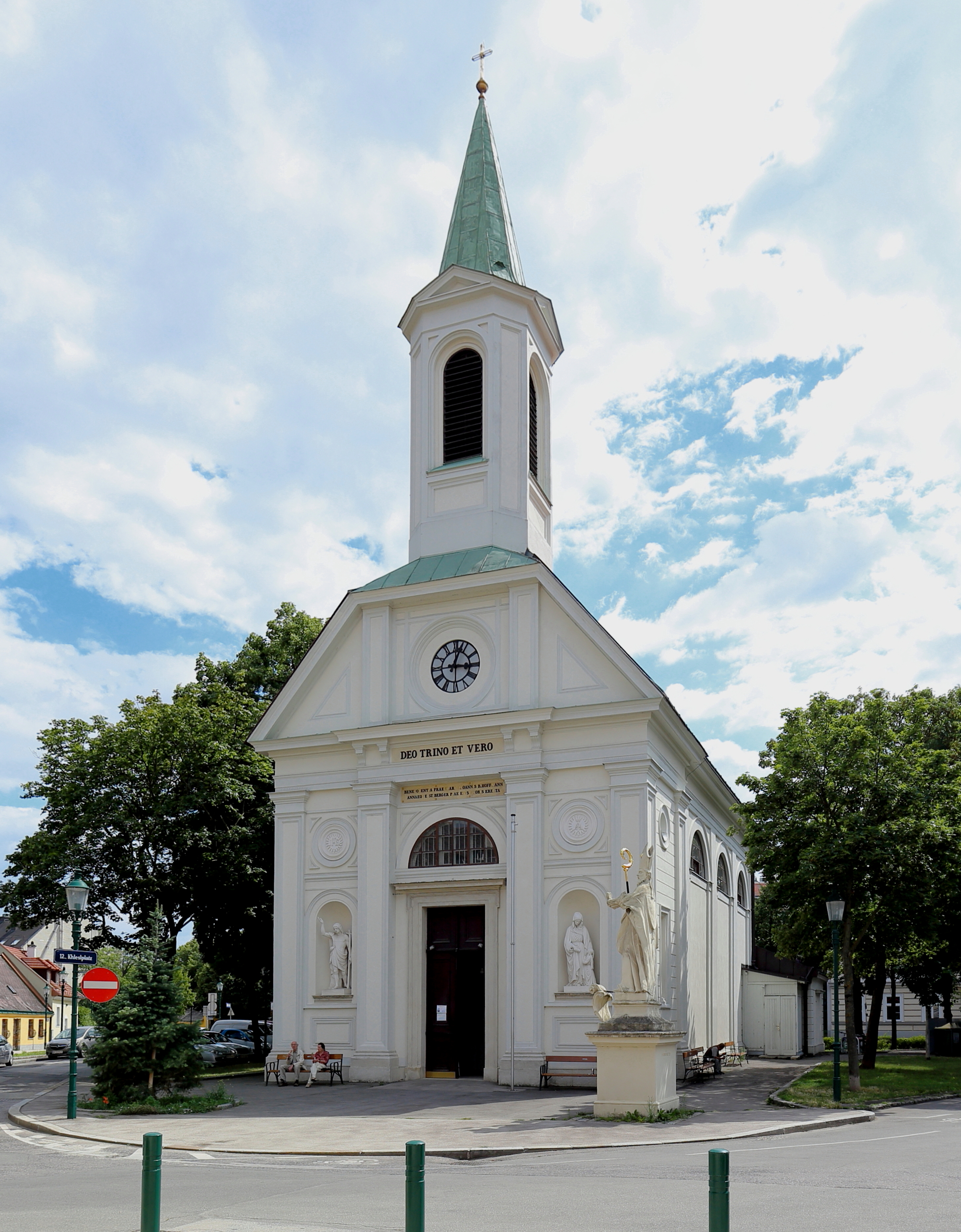
Kerk in Altmannsdorf
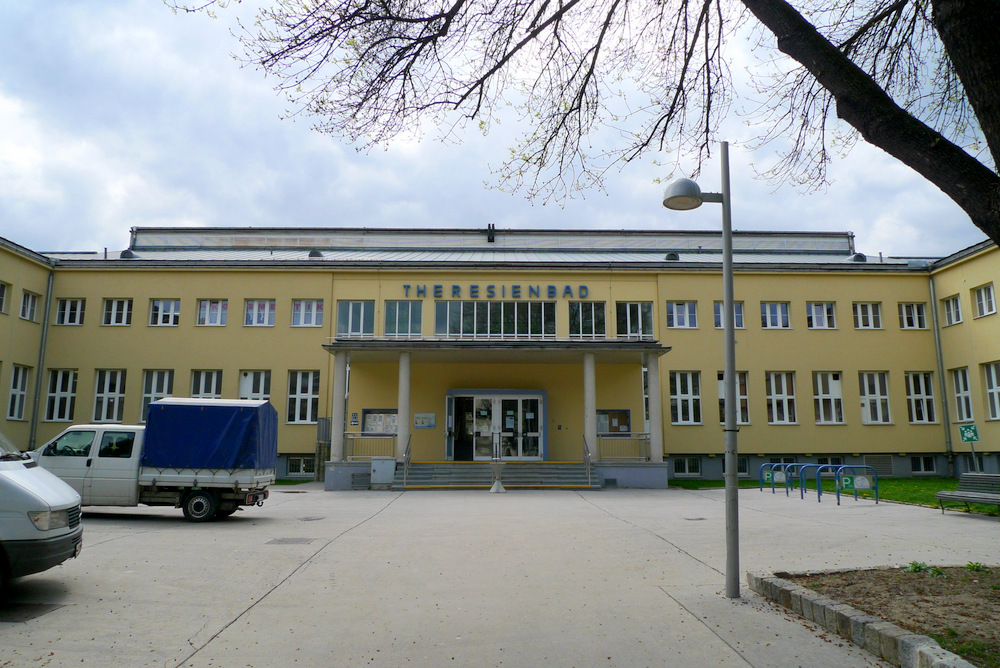
Theresienbad

## Stedenband
- Gifu (Japan)

1 Innere Stadt · 2 Leopoldstadt · 3 Landstraße · 4 Wieden · 5 Margareten · 6 Mariahilf · 7 Neubau · 8 Josefstadt · 9 Alsergrund · 10 Favoriten · 11 Simmering · 12 Meidling · 13 Hietzing · 14 Penzing · 15 Rudolfsheim-Fünfhaus · 16 Ottakring · 17 Hernals · 18 Währing · 19 Döbling · 20 Brigittenau · 21 Floridsdorf · 22 Donaustadt · 23 Liesing